# 周唯桢
周唯桢（？—？），四川巴县人，曾用名周维桢、周维真、周慰真，中国共产党人物。

## 生平
1919年夏考入重庆留法勤工俭学预备学校。1920年8月，他和周贡植、谢陈常、邓小平、冉钧等自渝赴法国。1922年参加旅欧中国少年共产党。1923年2月，改名为中国社会主义青年团旅欧支部。1924年7月，任中国社会主义青年团旅欧区执委会执行委员会秘书、书记局成员、委员。1925年，到苏联莫斯科东方大学学习，后回国。1926年10月，任中国国民党汉阳兵工厂特别党部委员。1926年12月至1927年4月，任中共湖北区委秘书长。1927年，中国共产党第五次全国代表大会召开时，作为大会秘书处负责人参加有关会务工作。1927年7月至8月，任中共湖北省武昌市委员会书记。中华人民共和国成立后，在重庆工作。